# Alain Le Pichon
Pour les articles homonymes, voir Pichon.
Alain Le Pichon, né le 14 janvier 1942, est un anthropologue et un enseignant français, président et fondateur avec Umberto Eco de l'Institut International Transcultura et de l'Observatoire Transculturel Européen.
Il est également l'éditeur scientifique de l'Encyclopédie transculturelle des mots et concepts clés.
Avec le support de la Commission Européenne, Alain Le Pichon a créé et développé ce réseau académique international, travaillant comme un laboratoire, ouvrant un nouveau champ dans la recherche anthropologique et des sciences sociales, lançant, coordonnant et dirigeant, depuis 1988, des programmes de recherche internationaux, basés sur des méthodologies transculturelles, tels que : Ethnologie de la France par des chercheurs du Tiers Monde 1982-1985, Sguardi venuti da lontano Bologne 1988-1989, Europe –China :New perspectives in economy, et un programme d'enseignement à distance : Méthodologies Transculturelles.

## Travaux
Depuis 20 ans, avec ses partenaires Chinois, Africains ou Indiens, l’Institut International Transcultura dirigé par Alain le Pichon et Umberto Eco, développe une approche de la connaissance réciproque et des méthodologies qu’elle suscite. Il s’agit, en considérant la réalité des forces et des ressources culturelles en présence, de proposer des scénarios d’échanges culturels et artistiques, fondés sur ce principe de réciprocité.
En octobre 2010, l'Institut Transcultura est chargé de l'organisation académique du premier Forum Culturel Euro-Chinois (EU-China High Level Cultural Forum), lancé à Bruxelles par la Commission Européenne et le Ministère Chinois de la Culture.